# Cleora limitata
Cleora limitata är en fjärilsart som beskrevs av Fletcher 1953. Cleora limitata ingår i släktet Cleora och familjen mätare. Inga underarter finns listade i Catalogue of Life.